# Llevant (vent)
El llevant és el punt cardinal est, i en la rosa dels vents s'anomena també llevant el vent que prové d'aquest punt cardinal. En l'àmbit dels Països Catalans, el llevant és un vent humit, ja que prové del mar.
D'acord amb la mitologia grega, Euros era la personificació del vent de l'est.
Etimològicament llevant prové del llatí levante, ‘que s'aixeca’. Segons una altra versió, vindria de llevar, ja que és per on surt el Sol en els equinoccis.

## Temporal de llevant
A la península Ibèrica, la llevantada o temporal de llevant, afecta principalment les zones costaneres de Catalunya, País Valencià i les Illes Balears, al Mar d'Alborán i a l'estret de Gibraltar. És un vent humit i fred, segons l'època de l'any i la situació en altura pot provocar nevades en cotes molt baixes. El 1960 les ratxes de vent van arribar als 198 km/h. A la costa, el llevant afecta especialment l'estat del mar, alçant un fort onatge, que pot provocar danys importants en platges i ports. El febrer del 1948 un temporal de llevant destruí 50 m. d'escullera del port de Barcelona i el 2020 el temporal Gloria va causar tretze víctimes mortals.